# Moyeu à vitesses intégrées

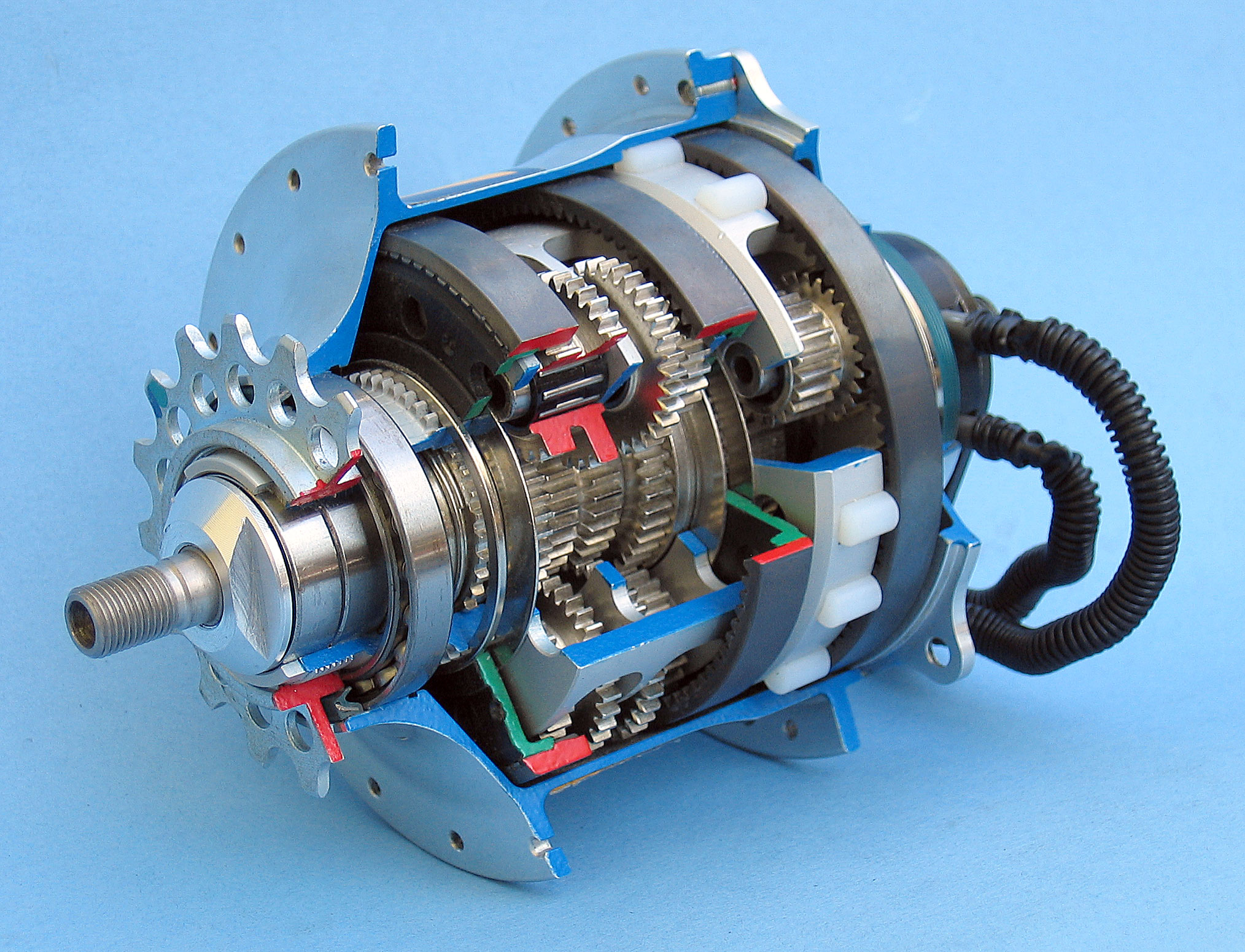
Vue en écorché d'un moyeu à 14 vitesses

Pour un vélo, le moyeu à vitesses intégrées est une solution de remplacement par rapport au dérailleur, commercialisée bien avant ce dernier. La roue arrière ne présente en général qu'un seul pignon, mais lorsque le pignon fait un tour, la roue fait plus — en surmultiplication — ou moins — en démultiplication — d'un tour, grâce à un train épicycloïdal.
Le système est plus lourd et plus cher qu'un dérailleur, mais permet de changer de vitesse à l'arrêt, en pédalant lentement ou en marche arrière.

## Historique
Les premiers modèles de moyeux à vitesses intégrés à 2 ou 3 vitesses sont développés vers 1900, mais c'est en 1902, sous l'impulsion de la firme anglaise Raleigh et de son fondateur Frank Bowden, que le premier moyeu à vitesses intégrées est commercialisé. Il est développé par Henry Sturmey (en) et James Archer, qui donneront leur nom au modèle, le Sturmey-Archer. Une version améliorée développée par William Reilly sort en 1903 avec un système de roue libre pour chaque vitesse.
En 1904, un autre moyeu à 2 vitesses (modèle « Torpedo ») est fabriqué par la société allemande Schweinfurter Praezisions Kugellagerwerke Fichtel und Sachs fondée par Ernst Sachs et Karl Fichtel, maintenant SRAM, et en 1913 apparaît un moyeu à 4 vitesses. En 1999, l'entreprise Rohloff porte à 14 le nombre de vitesses disponibles dans un même moyeu.
Aujourd'hui, les moyeux à vitesses intégrées sont produits par les marques Shimano, Sturmey-Archer, Rohloff, SRAM et Schlumpf.

## Avantages et inconvénients
Le système est plus lourd et plus cher qu'un dérailleur, mais permet de changer de vitesse à l'arrêt, en pédalant lentement ou en marche arrière. Longtemps limités à 3 vitesses, les systèmes à vitesses intégrées dans le moyeu offrent aujourd'hui jusqu'à 14 vitesses, selon les modèles. Alors que toutes les vitesses théoriques d'un dérailleur ne sont pas utilisables, puisqu'il faut éviter de croiser la chaîne et que des doublons peuvent exister, tous les rapports d'un moyeu à vitesses intégrées le sont.
La gamme de développements est cependant souvent moins étendue qu'un système utilisant un dérailleur avant et arrière, soit entre 177 et 340 %. Deux exceptions toutefois : le Speedhub 500/14 à 14 vitesses de l'entreprise Rohloff qui a une gamme de 526 %, ce qui rivalise avec les systèmes à dérailleurs standards et le Alfine 11 de Shimano avec une gamme de 409 %. Le système Dual Drive de SRAM associe quant à lui un moyeu à 3 vitesses intégrées et un dérailleur classique à 8 ou 9 vitesses. Il a été conçu pour les personnes qui ont du mal à utiliser un vélo à dérailleur avant et arrière. Par exemple pour les vélos couchés pour lesquels le démarrage est plus dur qu'en vélo droit si l'on oublie de se mettre en petite vitesse avant de s'arrêter. Il n'est pas possible de se mettre en danseuse pour avoir momentanément plus de force. Il faut donc obligatoirement partir avec une petite vitesse.

## Technologies parallèles
- Un autre remplaçant du dérailleur est le moyeu à variation continue, comme notamment les modèles de la gamme NuVinci de Fallbrook technologies. L'avantage de ce système est d'adapter très finement le rapport, tout en douceur ; de plus ce système est très fiable et ne nécessite aucun entretien. Son principal défaut est son poids ; en revanche son prix est comparable à un moyeu vitesse « non continu ». À la suite d'une revente de l’entreprise, le système s’appelle maintenant Enviolo[3]. 
  - le premier modèle, NuVinci N171, avait un ratio de 350 % et une masse de 4 kg,
  - la version plus récente, (N380) a un ratio de 380 % et une masse de 2,450 kg, un encombrement moindre. Une version automatique, ayant pour particularité de maintenir constante la vitesse de pédalage, existe également[4].
- Il existe des moyeux à vitesse (objet de cet article) à changement automatique, ce qui signifie que les vitesses montent et descendent de manière autonome, pour rester dans une cadence de pédalage « cible » (et en repassant en première en cas d'arrêt), ce qui est une très bonne solution pour les personnes ne sachant pas bien choisir le bon rapport.